# جوزيف جوران
جوزيف موسى جوران (1904-2008) يعرف بأنه أحد رواد القرن العشرين في الإدارة، فهو أحد أبرز المروجين لنظام إدارة الجودة.

## حياته
ولد لأسرة يهودية في برايلا ، رومانيا ، وله ستة أشقاء، هاجر في الـ 1912 مع عائلته إلى الولايات المتحدة واستقروا في ولاية منيابولس، مينيسوتا.
تميز جوزيف في المدرسة وخصوصاً في مادة الرياضيات ، كما كان بطلاً للشطرنج في سن مبكرة وتخرج من الثانوية 1920 ، وفي الـ 1924 نال شهادة بكالوريوس بتخصص هندسة كهربائية من جامعة جامعة مينيسوتا الأمريكية
و بعد أن فضلت الشركة التي يعمل بها الاعتماد على النظام الإحصائي في الإدارة ورفضت نظام إدارة الجودة انتقل إلى اليابان وذ لك في ال 1954 ، ليلعب الدور الرئيسي في نقل الصناعات اليابانية من السمعة السيئة التي كانت تتمتع بها إلى منافسة الصناعات الأمريكية والأوربية في الجودة والسعر وذلك عن طريق البدء في تدريب الطبقة العليا والوسطى من الإدارة و(لاقت الكثير من الرفض بالولايات المتحدة الأمريكية) كما يحسب له الاعتماد على مبدأ باريتو.

## فلسفته للجودة
اعتمد جوران على تقديم مفهوم واسع للجودة يعتمد على تنفيذ برنامج لتحسين الجودة وقد ربط بين تحسين الجودة وكفاءة الإدارة من خلال ما سمي بثلاثية جوران والتي تتكون من التخطيط الجيد والرقابة الفعالة على الجودة وإجراء التحسينات المستمرة.
ركز جوران على الدور الكبير للإدارة الوسطى لقيادة الجودة، ولكنه بنفس الوقت لم يهمل دور الإدارة العليا ودعمها للجودة كما أنه لم يهمل دور العمال الذين تقع عليهم أساساً مسؤولية تنفيذ مشاريع الجودة .
كما أكد على ضرورة حل المشكلات بأسلوب علمي من خلال جمع المعلومات اللازمة وتحديد أسباب المشكلة ووضع الحلول المناسبة وتقييمها بإيجابياتها وسلبياتها واختيار الحل الأفضل أي الأقل سلبيات والأكثر إيجابيات.

## ابرز مؤلفاته
-juran's Quality Control Handbook
-Quality Planning and Analysis
-juran on Leadership for Quality

## أهم الأفكار والنماذج
ثلاثية جوران للجودة ويشمل هذا النموذج ثلاث مراحل مختلفة:
1-	تخطيط الجودة.
2-	مراقبة الجودة.
3-	التحسين المستمر للجودة.
يتكون ثالوث جوران(The juran trilogy) من ثلاث عمليات في مجال الجودة. فتخطيط الجودة يعرف ملامح الجودة التي يتعين تحقيقها، والخطط اللازمة لبلوغها من غير نقائص.وتحسين الجودة يخفض أو يزيل النقائص في السلع أو الخدمات أو العمليات الراهنة.
ومراقبة الجودة تحافظ على النتائج التي تم التوصل إليها عن طريق تخطيط الجودة وتحسين الجودة ونستعرض تلك المراحل الثلاثة وفقا للآتي:
أولاً: تخطيط الجودة: تعد هذه المرحلة نقطة البداية، حيث تركز المنشأة على تحديد عملائها واحتياجاتهم، كذلك يتم تطوير نوعية المنتج واتخاذ الإجراءات اللازمة لإشباع احتياجات العملاء وتوقعاتهم.
ثانياً:مراقبة الجودة: تشتمل على:
1.	قياس الأداء، أو ما تحقق من إنجاز.
2.	مقارنة ما أنجز بالمعايير الموضوعة للجودة.
3.	الرقابة الفعالة(وهي الرقابة المستمرة).
4.	استخدام الأساليب الإحصائية في الرقابة.
5.	تحديد الانحرافات عن المعايير، واتخاذ التدابير اللازمة حيالها.
ثالثاً: التحسين المستمر للجودة: يعد التحسين المستمر للجودة الخطوة الثالثة في ثلاثية جوران للجودة، ويضم هذا التحسين للجودة ما يلي:
1. إثبات الحاجة.
2. تحديد المشاريع.
3.تنظيم فرق المشاريع.
4.تشخيص الأسباب.
5.توفير الحلول.

## جوائز الجودة
ساهم في تطوير جائزة مالكوم بالدريج الأمريكية.

## وفاته
توفي في 2008 بعمر 103 أعوام نتيجة سكتة دماغية

## روابط خارجية
- جوزيف جوران على موقع إن إن دي بي (الإنجليزية)